# Agatha Raisin – privatdetektiv
Agatha Raisin – privatdetektiv är en brittisk komedi-dramaserie från 2016–2019 med en pilotfilm från 2014. 

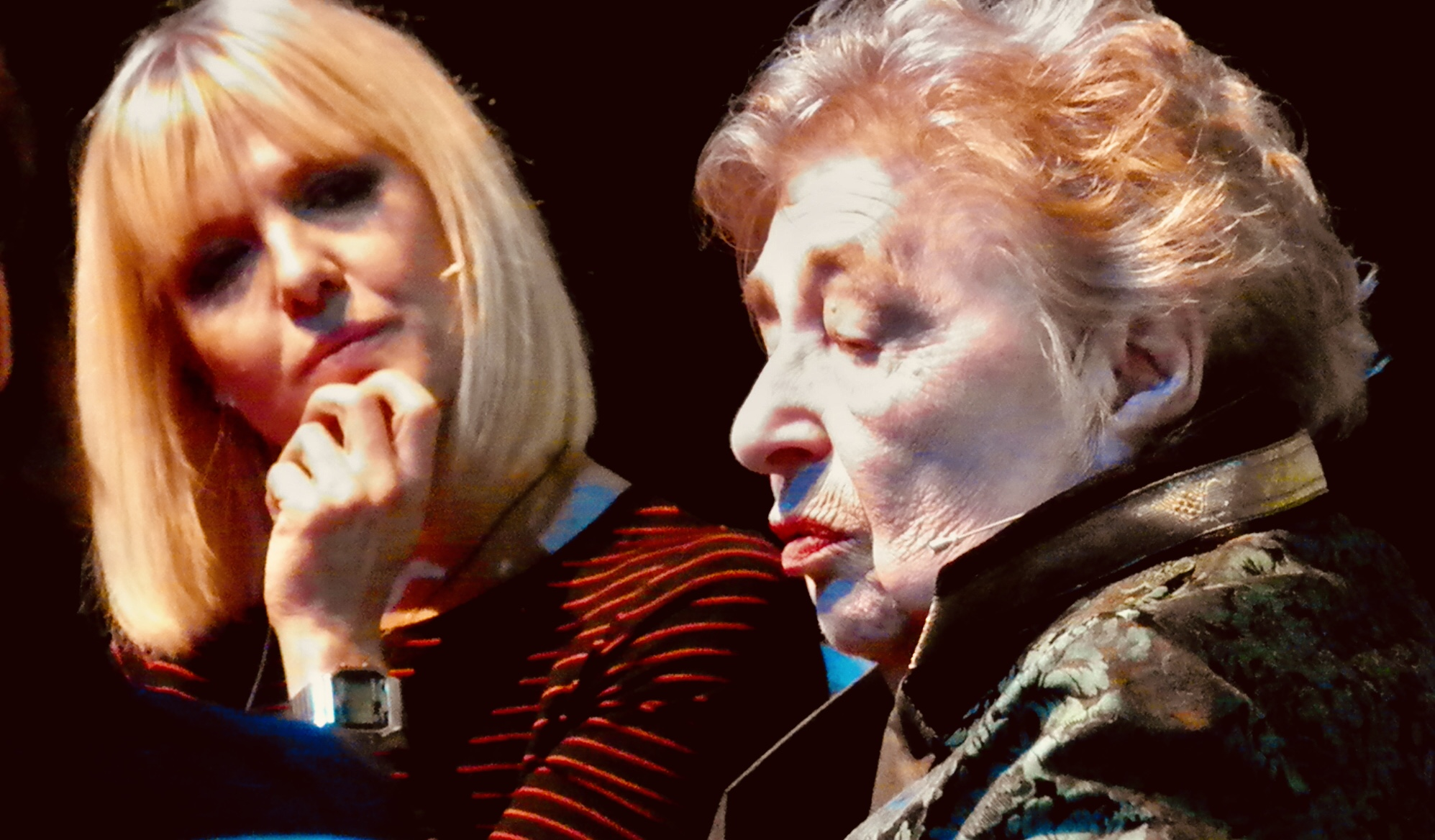
Ashley Jensen med Marion Chesney (M.C. Beaton) 2018

Serien handlar om PR-agenten Agatha Raisin som lämnar sitt jobb för ett lugnt liv på landet i byn Carsley. Istället blir hon indragen i diverse mordhistorier i den lilla byn. Ashley Jensen spelar titelrollen. I Sverige sänds serien på TV4. Seriens första säsong producerades av brittiska Sky One och har åtta avsnitt utöver det långfilmslånga pilotavsnittet. Inför den andra säsongen togs produktionen över av amerikanska Acorn TV. Säsong två består av tre långfilmslånga avsnitt, omklippt till sex avsnitt vid visningen i Storbritannien, och hade premiär i USA i november 2018. En tredje säsong spelades in våren 2019. Serien bygger på noveller och romaner av pseudonymen M. C. Beaton.

## Rollista
- Ashley Jensen – Agatha Raisin
- Katy Wix – Gemma Simpson
- Mathew Horne – Roy Silver
- Jamie Glover – James Lacey
- Jason Merrells – sir Charles Fraith
- Matt McCooey – Bill Wong
- Kobna Holdbrook-Smith – Jez Bloxby (i pilotfilmen)
- Rhashan Stone – Jez Bloxby
- Lucy Liemann – Sarah Bloxby